# Kilfinora Tarn
Der Kilfinora Tarn ist ein kleiner See auf der Insel Heard im südlichen Indischen Ozean. Er liegt vor dem südlichen Ausläufer des Fiftyone-Gletschers.
Namensgeber des Sees ist der dampfgetriebene Robbenfänger Kilfinora aus dem südafrikanischen Kapstadt. Nachdem 17 Besatzungsmitglieder des Schiffs 1927 infolge eines Sturms auf Heard gestrandet waren, veranlasste dies die britische Admiralität 1929 im Zuge der British Australian and New Zealand Antarctic Research Expedition (1929–1931) unter der Leitung des australischen Polarforschers Douglas Mawson zur Errichtung der Admiralty Hut, einer Schutzhütte am Ufer der Atlas Cove.